# ルイス・ゴンザレス (内野手)
ルイス・アルベルト・ゴンザレス（Luis Alberto González、1979年6月26日 - ）は、ベネズエラ出身のプロ野球選手（内野手）。愛称は「ゴンちゃん」。

## 経歴

### 米国時代
1996年にクリーブランド・インディアンスへ入団。A・AA・AAAと徐々に昇格。2003年のルール5ドラフトでコロラド・ロッキーズに移籍。2004年の対アリゾナ・ダイヤモンドバックス戦（開幕戦）でデビューするが、この試合でルイス・ゴンザレスとともに本塁打を放った。その後、二塁手として定着したが、2006年は両手首の故障などがあり、61試合の出場に留まる。

### 巨人時代
2007年1月19日に読売ジャイアンツ（巨人）が獲得を発表。背番号は5。
脇谷亮太・小坂誠とともに二塁手のレギュラーを争い、二岡智宏の故障による小坂の遊撃手復帰、脇谷も三塁手へ移動したため、レギュラーは確定的と見られていた。ゴンザレスも期待通りにオープン戦で好調を維持し続けたため、2007年3月30日の対横浜ベイスターズ戦（横浜スタジアム）に出場すると、三浦大輔から左中間へ決勝本塁打を放った。しかし、次の打席で手首に受けた死球によって患部に水が溜まり、4月6日に降格した。5月に再昇格したものの、古傷の手首痛が発症して降格するなど、一軍と二軍を行ったり来たりの日々が続く。9月12日に再昇格すると、9月19日の対阪神タイガース戦（阪神甲子園球場）でライアン・ボーグルソンから先制満塁本塁打を放ち、勝利に貢献した。この年は打率.247・3本塁打の成績に終わったが、得点圏打率.375と勝負強さを発揮し、堅実な守備でも貢献。
2008年はアレックス・ラミレスの加入によって背番号49に変更。オープン戦で絶好調だったものの、外国人枠がセス・グライシンガー・マーク・クルーン・李承燁・アレックス・ラミレスで埋まったために二軍で迎える。しかし、李承燁の不振による抹消と入れ替わりに昇格すると、一塁や二塁で堅実な守備を見せ、4月29日の対広島東洋カープ戦では勝ち越し本塁打を放ち、来日初のお立ち台にも上った。その後、セ・パ交流戦初戦で4安打を放つなど、本領を発揮してチームに貢献していたが、同年5月23日、死球による脇腹の打撲を理由に降格。その後、ドーピング違反が発覚したため、5月26日に解雇。6月6日に自由契約公示された（詳細は後述を参照）。

### 巨人退団後
帰国後、古巣であるコロラド・ロッキーズとマイナー契約を結んだ。その後、統一セブンイレブン・ライオンズとマイナー契約を結んだが、巨人時代のドーピングが問題となり、最終的に契約を破棄された。

## プレースタイル
メジャー通算で1792回2/3に出場して8失策を記録している（守備率.991）。捕手以外の内野全ポジションを守ることができるユーティリティープレーヤーで、外野手として出場したこともある。

## 人物・エピソード
- 巨人では3番・小笠原道大、4番・李承燁とともに、5番打者としてクリーンナップを任せる構想だった。開幕直後こそ5番を任されたものの、負傷の影響で昇格する機会がないまま、シーズン終了間際にようやく復帰した。
- 2007年5月9日にジェレミー・ゴンザレスを獲得したが、同姓でもジェレミー・パウエルのファーストネームと被ったため、登録名は「GG」、背ネームの表記は「G.GONZALEZ」とした[4]。そのため、ルイス・ゴンザレスの登録名変更は行われなかった。
- 「ベネズエラコンビ」として、ラミレスとゴンザレスの2人がハイタッチした後、両手を掲げるパフォーマンス「ベネズエラの舞い」を行っていた。

### ドーピング違反問題
2008年5月23日、ルイス・ゴンザレスが登録を抹消された。前日の対横浜ベイスターズ戦で三浦大輔から死球を受けて負傷したためと思われていたが、負傷ではなく、5月21日にドーピング検査の再検査で陽性反応が再び出たことを受けての抹消だったことが明らかになった。
ゴンザレスは、4月30日の対広島東洋カープ戦終了後にドーピング検査を受け、5月1日に体内からグリーニーに含まれる物質として特徴的な「クロベンゾレックス」「アンフェタミン」「パラヒドロキシアンフェタミン」が検出された。球団には、5月21日にA検体が陽性反応を示したとの連絡が送られたが、5月23日に負傷を理由としてゴンザレスの登録を抹消した。ゴンザレスはこの検査結果について全面的に否定したためB検体も分析したところ、5月25日にB検体からも同様の物質が検出された。この結果を受けて日本プロ野球組織は、5月26日にルイス・ゴンザレスをドーピング違反により同日から1年間の出場停止処分を科したことを発表した。この処分を受け、球団も同日、ゴンザレスの契約解除の方針を発表した。ゴンザレスは、5月24日に行われた日本プロ野球組織の聴取に対して「自らこの種の薬物を取ったことはないが、検査の結果には異議を唱えない」と発言した。その後日本野球機構に異議申し立てを行ったが却下された。

## 詳細情報

### 年度別打撃成績
| 年 度    | 球 団    | 試 合 | 打 席 | 打 数 | 得 点 | 安 打 | 二 塁 打 | 三 塁 打 | 本 塁 打 | 塁 打 | 打 点 | 盗 塁 | 盗 塁 死 | 犠 打 | 犠 飛 | 四 球 | 敬 遠 | 死 球 | 三 振 | 併 殺 打 | 打 率 | 出 塁 率 | 長 打 率 | O P S |
| -------- | -------- | ----- | ----- | ----- | ----- | ----- | -------- | -------- | -------- | ----- | ----- | ----- | -------- | ----- | ----- | ----- | ----- | ----- | ----- | -------- | ----- | -------- | -------- | ----- |
| 2004     | COL      | 102   | 351   | 322   | 42    | 94    | 17       | 2        | 12       | 151   | 40    | 1     | 5        | 9     | 1     | 15    | 1     | 4     | 67    | 5        | .292  | .330     | .469     | .799  |
| 2005     | COL      | 128   | 441   | 404   | 51    | 118   | 25       | 0        | 9        | 170   | 44    | 3     | 4        | 8     | 3     | 20    | 0     | 6     | 63    | 7        | .292  | .333     | .421     | .753  |
| 2006     | COL      | 61    | 158   | 149   | 7     | 36    | 9        | 1        | 2        | 53    | 14    | 1     | 1        | 2     | 1     | 4     | 0     | 2     | 27    | 3        | .242  | .269     | .356     | .625  |
| 2007     | 巨人     | 25    | 79    | 73    | 9     | 18    | 4        | 0        | 3        | 31    | 12    | 0     | 0        | 0     | 1     | 2     | 0     | 3     | 16    | 5        | .247  | .291     | .425     | .716  |
| 2008     | 巨人     | 32    | 128   | 114   | 15    | 35    | 7        | 0        | 2        | 48    | 17    | 0     | 0        | 2     | 2     | 7     | 0     | 3     | 19    | 2        | .307  | .357     | .421     | .778  |
| MLB:3年  | MLB:3年  | 291   | 950   | 875   | 100   | 248   | 51       | 3        | 23       | 374   | 98    | 5     | 10       | 19    | 5     | 39    | 1     | 12    | 157   | 15       | .283  | .321     | .427     | .749  |
| NPB：2年 | NPB：2年 | 57    | 207   | 187   | 24    | 53    | 11       | 0        | 5        | 79    | 29    | 0     | 0        | 2     | 3     | 9     | 0     | 6     | 35    | 7        | .283  | .332     | .422     | .754  |

### 記録
NPB
- 初出場・初先発出場：2007年3月30日、対横浜ベイスターズ1回戦（横浜スタジアム）、5番・二塁手で先発出場
- 初安打・初本塁打・初打点：同上、4回表に三浦大輔から左越ソロ

### 背番号
- 4 （2004年 - 2006年）
- 5 （2007年）
- 49 （2008年 - 2008年5月27日）